# Centre national d'appui à la recherche
Le Centre national d'appui à la recherche (ou CNAR) est un centre de recherche public dont le siège est situé à Ndjamena, la capitale du Tchad.

## Historique
En 1989, l’Office de la recherche scientifique et technique outre-mer (ORSTOM) basé au Tchad s'est transformé en Centre de recherche appliquée avant de prendre, en 1991, sa dénomination actuelle.
Le CNAR est notamment investi dans la recherche paléoanthropologique au Tchad et l'un de ses agents, Ahounta Djimdoumalbaye, a collaboré à la découverte de Sahelanthropus tchadensis dit Toumaï,,.
Son directeur est Baba El-Hadj Mallah.